# Gudur (S.B.), Hungund
Gudur (S.B.) là một làng thuộc tehsil Hungund, huyện Bagalkot, bang Karnataka, Ấn Độ.